# Гоце Делчев (град)
Гоце Делчев (до 1951. године Неврокоп, грч. Νευροκόπι) град је у Републици Бугарској, у југоисточном делу земље. Град је четврто по важности градско насеље унутар Благоевградске области и средиште њеног источног дела. Град је управно средиште општине Гоце Делчев.

## Порекло назива
Град је назван по револуционару Гоце Делчеву. До 1951. године град се звао Неврокоп.

## Географија
Град Гоце Делчев се налази у југозападном делу Бугарске, у историјској покрајини Пиринска Македонија. Од престонице Софије град је око 200 km, а од обласног средишта, града Благоевграда, град је удаљен 97 km. Грчка граница удаљена је свега 20ак км.
Област Гоце Делчева налази се у западном делу планинског ланца Родопа, на знатној надморској висини (540 m н. в.). Кроз град тече река Места.
Клима у граду је измењено континентална са планинским утицајем због знатне надморске висине.

## Историја
Околина Гоце Делчева је првобитно била насељена Трачанима. У време старог Рима овде је постојао град Никополис, по коме се град касније називао Неврокоп. После тога овим подручјем владају Византија, средњовековна Бугарска, а затим је подручје пало под власт Османлија. У ово време извршена је масовна исламизација овог краја, где и данас има доста бугарских муслимана — Помака.
Јављају се два пренумеранта српске књиге у месту, у 19. веку, Павле Овничевић лекар и Димитрије Николајевић -пекар.
1912. године град је припао новооснованој држави Бугарској. После ослобођења град је добио губи источњачке црте и постаје претежно насељен Бугарима.

## Становништво
По проценама из 2007. године град Гоце Делчев је имао око 20.000 становника. Већина градског становништва су етнички Бугари. Остатак су малобројни Роми и Турци. Значајан део Бугара су муслимански Помаци. Последњих 20ак година град губи становништво због удаљености од главних токова развоја у земљи. Оживљавање привреде требало би зауставити негативни демографски тренд.
Претежна вероисповест становништва је православна, а мањинска ислам.

## Познате личности
- Петар Агов
- Георги Бакалов
- Николај Добрев
- Никола Ковачевски
- Георги Менов
- Росен Плевнелијев
- Александар Праматарски
- Илко Семерџијев
- Цветелина Узунова
- Иван Ћулев